# 후안 사발라
후안 카를로스 사발라(스페인어: Juan Carlos Zabala, 1911년 10월 11일 ~ 1983년 1월 24일)는 1932년 하계 올림픽 마라톤 부문에서 우승한 아르헨티나의 육상 선수였다.

## 생애 및 선수 경력
로사리오에서 태어난 후안 사발라는 축구와 농구를 했다. 1931년 10월 말에 처음으로 마라톤을 달린 사발라는 10일후 그는 30 km 부문에서 1시간 42분 30.4초의 세계 신기록을 세웠다.
사발라의 전성기는 1932년 로스앤젤레스 올림픽이었으며, 리드 그룹의 모든 거리에서 달렸다.
사발라는 또한 베를린 올림픽에 출전했고, 10,000 m 부문에서 6위를 했다.
71세의 나이로 부에노스 아이레스에서 죽었다.